# Cristianismo e violência

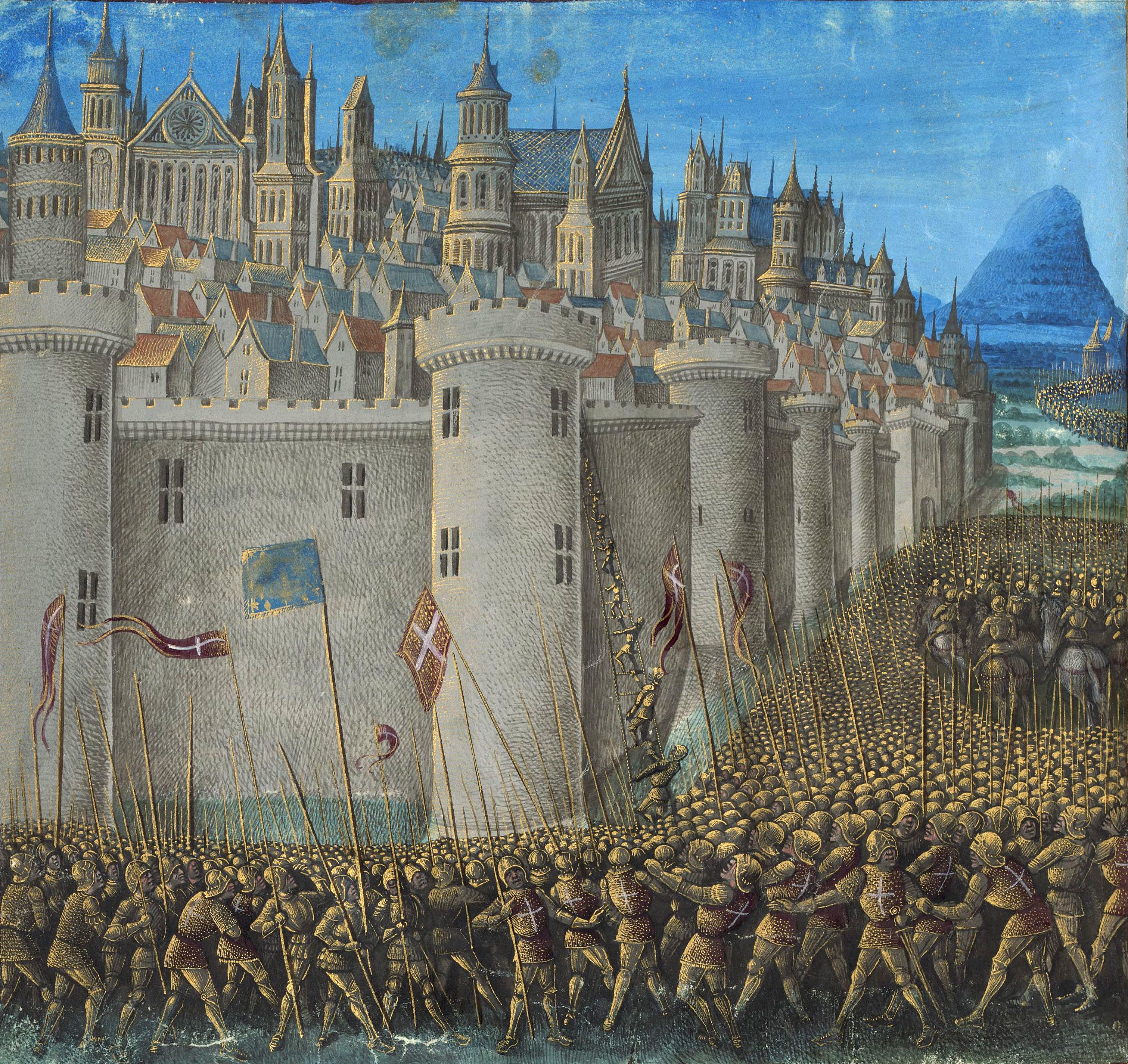
As Cruzadas foram uma série de campanhas militares travadas principalmente entre os Europeus Cristãos e Muçulmanos. Acima, uma representação da Primeira Cruzada.

Os cristãos tiveram diversas atitudes em relação à violência e à não-violência ao longo do tempo. Tanto atualmente quanto historicamente, houve quatro atitudes em relação à violência e à guerra e quatro práticas resultantes delas dentro do cristianismo: não-resistência, pacifismo cristão, guerra justa e guerra preventiva (guerra santa, por exemplo, as Cruzadas). No Império Romano, a igreja primitiva adotou uma postura não-violenta quando se tratava de guerra porque a imitação da vida sacrificial de Jesus era preferível a ela. O conceito de "guerra justa", a crença de que usos limitados da guerra eram aceitáveis, originou-se nos escritos de pensadores romanos e gregos não cristãos anteriores, como Cícero e Platão. Mais tarde, esta teoria foi adotada por pensadores cristãos como Santo Agostinho, que como outros cristãos, emprestou muito do conceito de guerra justa do direito romano e das obras de escritores romanos como Cícero. Embora o conceito de "Guerra Justa" tenha sido amplamente aceito desde o início, a guerra não era considerada uma atividade virtuosa e era comum expressar preocupação com a salvação daqueles que matavam inimigos em batalha, independentemente da causa pela qual lutavam. Conceitos como "guerra santa", segundo o qual a própria luta pode ser considerada um ato penitencial e espiritualmente meritório, não surgiram antes do século XI. 

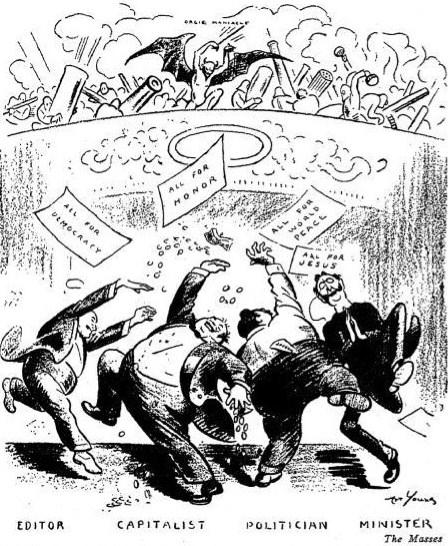
Having Their fling (1917) pelo cartunista Art Young.

## Leitura complementar
- Avalos, Hector. Fighting Words. The Origins of Religious Violence. Amherst, NY: Prometheus, 2005.
- Bekkenkamp, Jonneke and Sherwood, Yvonne, ed. Sanctified Aggression. Legacies of Biblical and Postbiblical Vocabularies of Violence. London/New York: T. & T. Clark International, 2003.
- Collins, John J.  Does the Bible Justify Violence? Minneapolis: Fortress, 2004.
- Hedges, Chris. 2007. American Fascists: The Christian Right and the War on America. Free Press.
- Lea, Henry Charles. 1961. The Inquisition of the Middle Ages. Abridged. New York: Macmillan.
- MacMullen, Ramsay, 1989  "Christianizing the Roman Empire: AD 100–400"
- MacMullen, Ramsay, 1997, "Christianity and Paganism in the Fourth to Eighth Centuries"
- Mason, Carol. 2002. Killing for Life: The Apocalyptic Narrative of Pro-Life Politics. Ithaca: Cornell University Press.
- McTernan, Oliver J. 2003. Violence in God's name: religion in an age of conflict. Orbis Books.
- Thiery, Daniel E. Polluting the Sacred: Violence, Faith and the Civilizing of Parishioners in Late Medieval England.  Leiden: Brill, 2009.
- Tyerman, Christopher. 2006. God's War: A New History of the Crusades. Cambridge, MA: Harvard University Press, Belknap.
- Zeskind, Leonard. 1987. The ‘Christian Identity’ Movement, [booklet]. Atlanta, Georgia: Center for Democratic Renewal/Division of Church and Society, National Council of Churches.
- Robert Spencer Religion of Peace?: Why Christianity Is and Islam Isn't, Regnery Publishing, 2007, ISBN 1-59698-515-1
- Rodney Stark God’s Battalions: The Case for the Crusades, HarperOne, 2010,
- Schwartz, Regina M. The Curse of Cain: The Violent Legacy of Monotheism. Chicago: University of Chicago Press, 1998.